# Aeroportul Saint-Jean
Aeroportul Saint-Jean (IATA: YJN, ICAO: CYJN) este un aeroport din Provincia Québec, Canada ce deservește zona Saint-Jean-sur-Richelieu⁠(d).
Situat la o altitudine de 41 m, aeroportul dispune de 3 piste.

## Infrastructură

### Piste
Aeroportul dispune de 3 piste: 
- pista 02/20
- pista 06/24
- pista 11/29